# Donja Peščanica
Donja Peščanica (cyr. Доња Пешчаница) – wieś w Serbii, w okręgu niszawskim, w gminie Aleksinac. W 2011 roku liczyła 96 mieszkańców.